# Провинция Кигали
Провинция Кигали или провинция город Кигали (руанда Intara y'Umujyi wa Kigali, англ. Kigali Province, фр. Province de Kigali, суахили Mkoa wa Kigali) — одна из пяти провинций Руанды. В районе Ньяругенге в историческом центре города Кигали расположен административный центр провинции и столица страны.

## История
Впервые в качестве самостоятельной административной единицы первого уровня столица Руанды город Кигали была выделена из префектуры Кигали в начале 1990-х годов, а оставшийся регион получил название с уточнением Кигали-Нгали (руанда Ngali — Сельское).
1 января 2006 года в рамках правительственной программы децентрализации провинция город Кигали была преобразована в новое территориальное образование с тем же названием, в состав которого были включены некоторые прилегающие части прежнего региона Кигали-Нгали.

## Административное деление
Районы провинции Кигали:
- Ньяругенге (Nyarugenge)
- Гасабо (Gasabo)
- Кичукиро (Kicukiro)